# Товарищеский Труд
Товарищеский Труд (укр. Товариський Труд) — село,
Мопровский сельский совет,
Солонянский район,
Днепропетровская область,
Украина.
Код КОАТУУ — 1225083807. Население по переписи 2001 года составляло 132 человека .

## Географическое положение
Село Товарищеский Труд находится на берегу пересыхающей безымянной речушки,
выше по течению примыкает село Водяное,
ниже по течению на расстоянии в 1,5 км расположен пгт Новопокровка.